# Copacabana (gravadora)
Copacabana, também conhecida como Discos Copacabana ou Copacabana Records, foi uma gravadora musical de discos brasileira. Conhecida por ter em seu elenco vários artistas consagrados da música brasileira, como Trio Parada Dura, Dolores Duran, Ângela Maria, Maysa, Teixeirinha, Paulo Sérgio, Moacyr Franco e Nelson Ned.

## História
Fundada pela família Vitale em 1948, no Rio de Janeiro, a gravadora transferiu-se para São Bernardo do Campo (SP), na década seguinte, instalando-se no bairro Taboão. Na década de 1970, a empresa é passada para os sócios Adiel Macedo de Carvalho, Gunter Csasznik e Rosvaldo Cury, que administraram a gravadora até o inicio dos anos 1980, logo depois Adiel Macedo de Carvalho assumiu o comando da gravadora sozinho até o inicio dos anos 90 com a razão social Som Indústria e Comércio S.A.. Sua logomarca era uma borboleta azul estilizada.
Em seu ápice (nos anos 1970 e 1980), chegou a ter mais de 1.000 funcionários, tendo como diretor presidente Adiel Macedo de Carvalho. Nos anos 1990, alguns artistas foram repassados a outras gravadoras e seu catálogo foi vendido. Sua razão social passou a ser ABW Gravações Musicais Ltda. e seu acervo de gravações foi posteriormente transferido para a EMI Music.
As atividades do selo brasileiro foram encerradas devido à grande concorrência com as gravadoras estrangeiras (Warner Music, Sony Music, BMG, EMI e Universal Music Group) e ao aumento da pirataria de discos e fitas cassete pelo mundo.
Curiosamente, em uma entrevista ao Diário Popular em 1979, Adiel Macedo de Carvalho previa que em toda a esfera musical haveria uma drástica mudança, com o advento dos computadores.
Em 2011, a Microservice adquiriu o direito de reeditar álbuns de seus arquivos.
Em 2012, com a aquisição da EMI pela Universal Music, seu catálogo foi transferido para a divisão brasileira da Universal.
Possuía os seguintes selos: 
- Discos Copacabana
- Discos Caravele
- Discos Beverly
- Discos Marcus Pereira
- Tapecar Gravações
- Som Records
- Beverly Som

## Artistas da gravadora
A gravadora era responsável pela gravação, produção, edição, fabricação e venda dos discos de inúmeros cantores brasileiros e estrangeiros.
A gravadora revelou artistas como Trio Parada Dura, Sandro Becker, Zezé Di Camargo & Luciano, Chitãozinho e Xororó, além de lançar discos de artistas já consagrados como: Raul Seixas, Lafayette, Antônio Marcos e Paulo Sérgio.
O maior recordista em vendas de discos pela gravadora, foi o cantor Benito di Paula, que vendeu mais de 50 milhões de cópias, chegando a disputar na década de 70 com o cantor Roberto Carlos.